# Plottes
Plottes là một xã ở tỉnh Saône-et-Loire trong vùng Bourgogne-Franche-Comté nước Pháp.
Plottes đã thuộc Tournus từ ngày 1/1/1973 đến 11/3/2001.

## Thông tin nhân khẩu
Dân số năm 2006 ước khoảng 583.